# Orizabus fairmairei
Orizabus fairmairei är en skalbaggsart som beskrevs av Bates 1888. Orizabus fairmairei ingår i släktet Orizabus och familjen Dynastidae. Inga underarter finns listade i Catalogue of Life.